# Station Amsterdam Aletta Jacobslaan
Station Amsterdam Aletta Jacobslaan was een gepland, maar nooit gebouwd spoorwegstation in Amsterdam. Het station zou aangelegd worden aan de Amsterdamse Ringspoorbaan en wel op de locatie van de huidige metrohalte Henk Sneevlietweg. Het station staat vermeld in een officiële uitgave van de Nederlandse Spoorwegen uit 1986.

## Referentie
1. ↑  NV. Nederlandse Spoorwegen: Amsterdam: ruimte voor de rail. 1986

0: Amsterdam Centraal ·
3: Amsterdam Sloterdijk ·
5: Amsterdam De Vlugtlaan ·
7: Amsterdam Lelylaan ·
11: Schiphol Airport